# Kalînove-Borșciuvate, Popasna
Kalînove-Borșciuvate (în ucraineană Калинове-Борщувате) este un sat în așezarea urbană Kalînove din raionul Popasna, regiunea Luhansk, Ucraina.

## Demografie
Componența lingvistică a localității Kalînove-Borșciuvate
     Ucraineană (89,45%)
     Rusă (10,55%)
Conform recensământului din 2001, majoritatea populației localității Kalînove-Borșciuvate era vorbitoare de ucraineană (89,45%), existând în minoritate și vorbitori de rusă (10,55%).